# Sphaerobolus
Sphaerobolus — рід грибів родини Sphaerobolaceae. Назва вперше опублікована 1790 року.

## Галерея

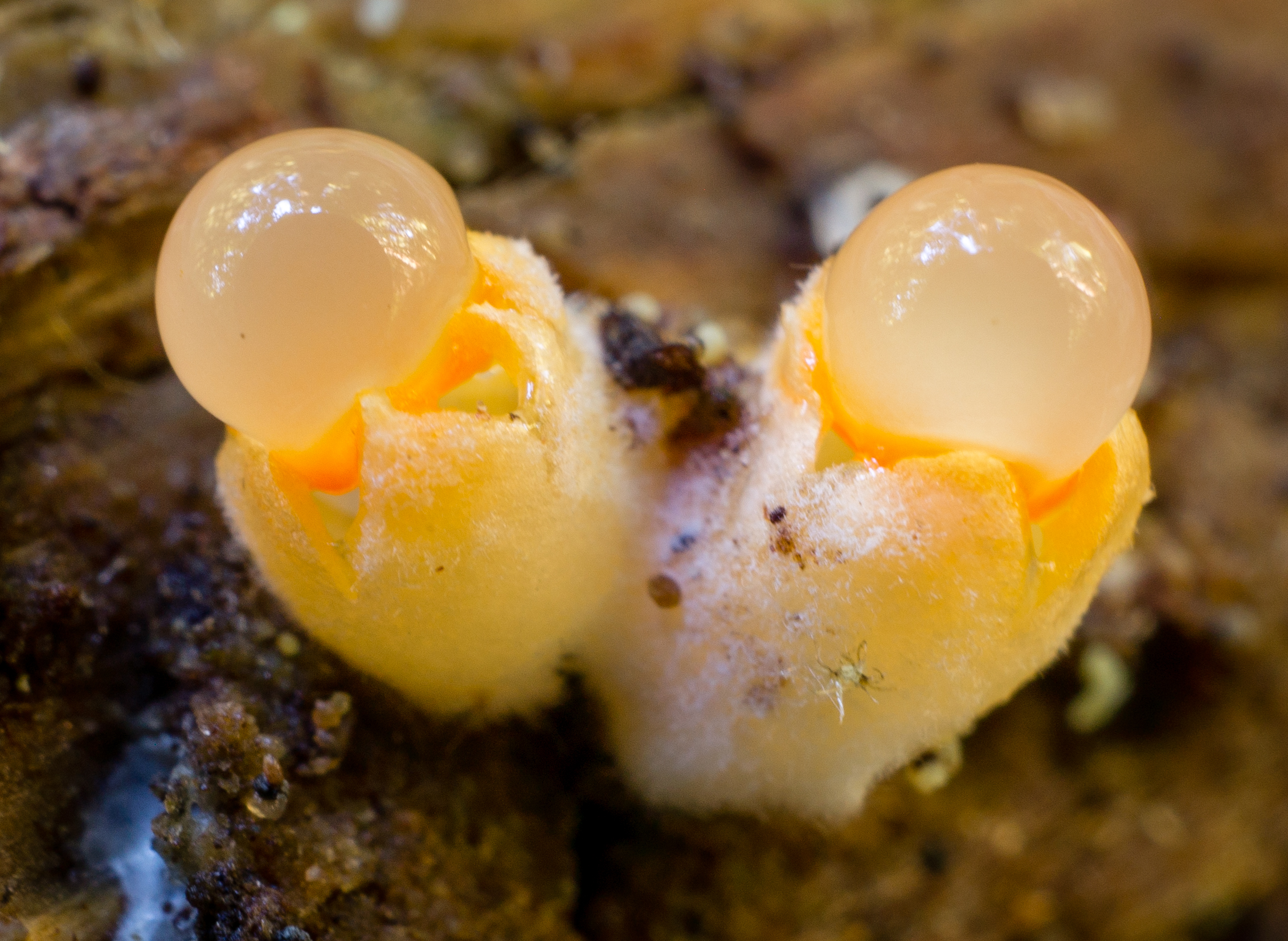
Плоди гриба-гастероїда  Sphaerobolus stellatus.